# 한국복음주의신약학회
한국복음주의신약학회(韓國福音主義新約學會)는 한국복음주의신학회의 분과학회로, 신약신학의 정립과 학문적 발전을 도모하기 위하여 결성되었다. 정기적인 모임과 학술 발표·논문 투고와 함께 학회지 《신학연구》가 정기 간행되고 있다. 현재 회장은 박형대 교수이다.

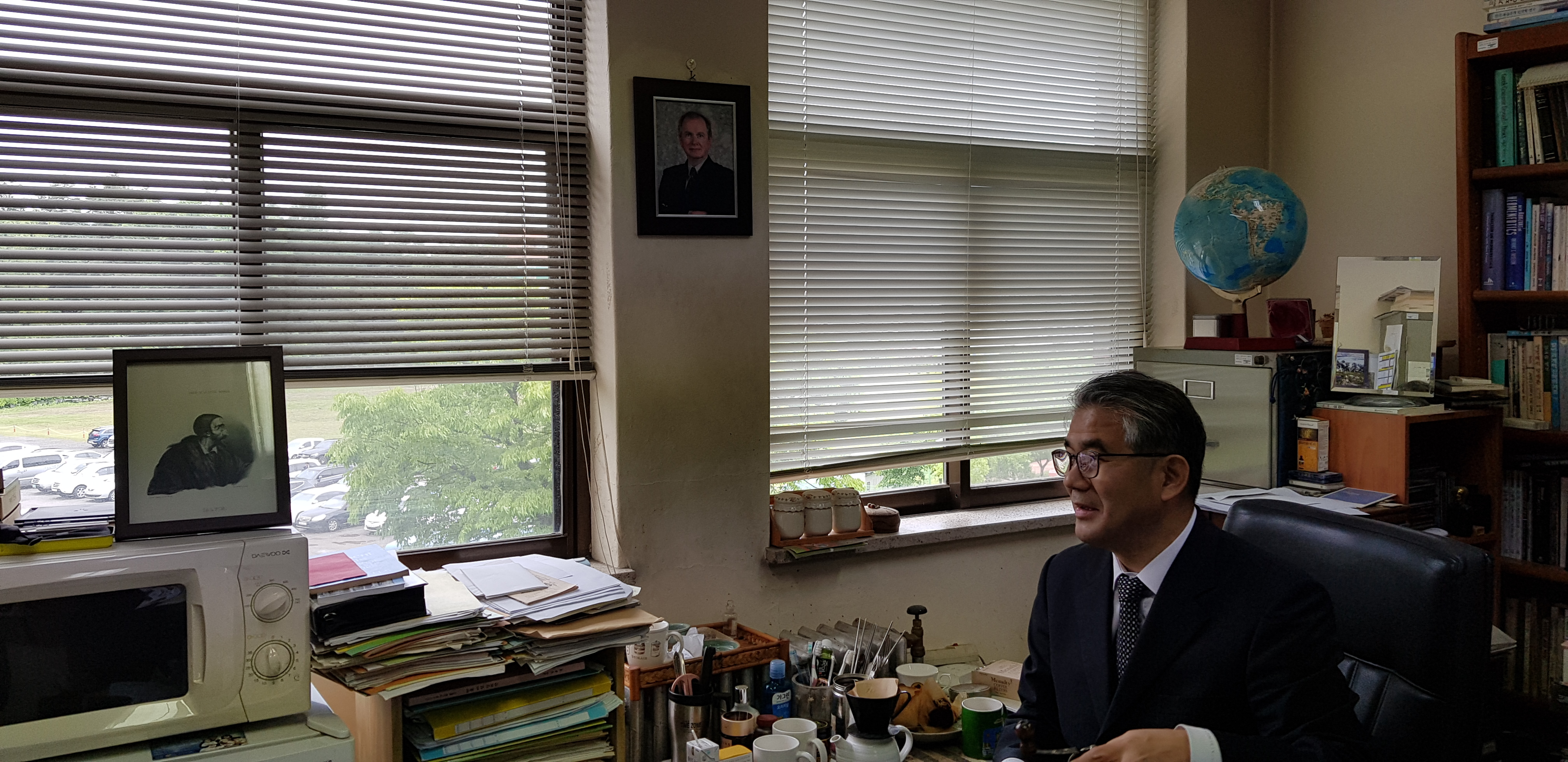
D. A. 카슨의 제자인 전 회장 김추성 박사

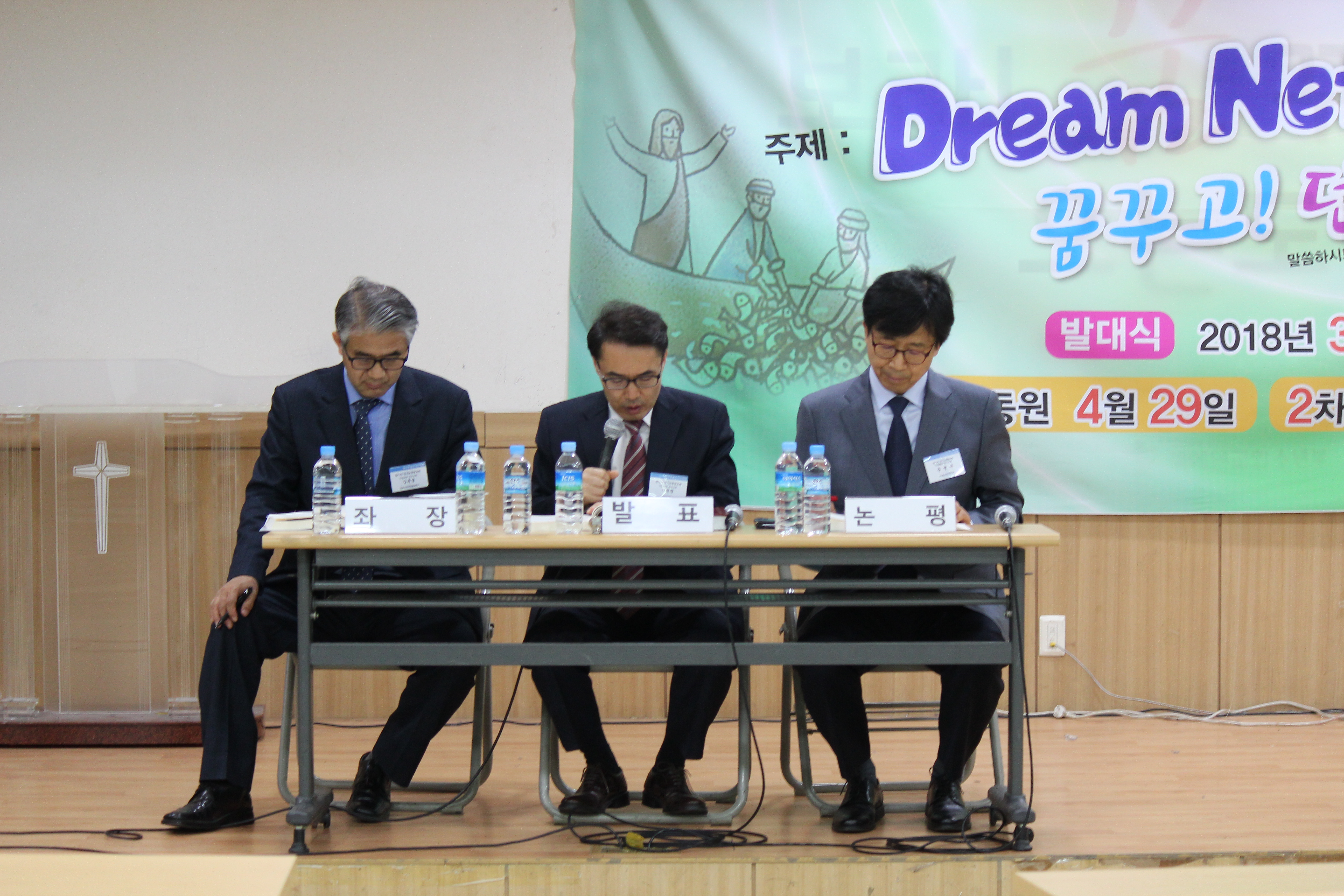
한국복음주의신약학회 교수들의 발표와 논평

## 임원들
- 회장: 박형대
- 부회장: 김경식, 권해생
- 총무: 김주한
- 서기: 김두석
- 부서기: 안호
- 회계: 이지혜
- 부회계: 오현
- 감사: 최순봉, 문병구

## 학회지 임원
- 위원장: 송영목
- 서기: 송승
- 위원: 김경식, 김규섭, 김서준, 김주한, 권영주, 김두석, 장서조, 조호형

## 같이 보기
- 한국복음주의신학회
- 한국기독교학회
- 한국개혁신학회
- 한국복음주의조직신학회
- 한국조직신학회
- 한국장로교신학회
- 한국복음주의선교신학회
- 한국복음주의구약신학회
- 한국복음주의실천신학회